# Josef Mässrur
Josef Mässrur (född Ghäsim Khan) (ibland och stavat Josef Messrur) var en kristen persisk missionär till Xinjiang för Svenska missionsförbundet. Josef föddes i Teheran med persiska föräldrar. Han studerade medicin och franska från en fransk doktor i Teheran. Efter det började han försörja sig själv. Under hans praktik gav en svensk missionär honom nya testamentet, och han blev kristen. När han döptes tog han namnet Josef. 1894 gick han med i Svenska missionsförbundet och for till Xinjiang tillsammans med Anna Nyström för att verka inom Missionsförbundets Östturkestanmission. Den 5 maj 1895 gifte Mässrur sig med Anna Nyström, som han mötte i Persien. De arbetade sedan i Yarkand där de grundlade Missionsförbundets missionsstation. De byggde där ett sjukhus. 1900 reste de till Sverige. Josef Mässror utbildade sig till tandläkare. 1901 begav de sig till Persien, ett område där Svenska Missionsförbundet egentligen inte hade någon mission. De var officiellt inte missionärer för Svenska Missionsförbundet, men Anna fick ett litet bidrag fram till 1908, då det drogs in. De reste aldrig tillbaks till Östturkestan, men Josef arbetade i Räscht och Teheran fram till sin död 31 mars, 1913.15 december 1913 återvände Anna Nystrom Mässror till Sverige och Stockholm. Anna Nyström Mässror var så sjuk när hon anlände att hon lades in på sjukhus. Hon avled 1913